# Brunettia palmata
Brunettia palmata är en tvåvingeart som beskrevs av Quate 1967. Brunettia palmata ingår i släktet Brunettia och familjen fjärilsmyggor. Inga underarter finns listade i Catalogue of Life.